# 프레디 드 귄간드
프랜시스 윌프레드 "프레디" 드 귄간드(영어: Francis Wilfred "Freddie" de Guingand)는 제2차 엘 알라메인 전투 때부터 제2차 세계 대전이 종전될 때까지 버나드 몽고메리의 보좌관을 지냈던 영국 육군 장교이다. 그는 악명높게 어려운 몽고메리와 그의 동료들과 상관들 사이의 관계를 유지하는 데 중요한 외교적 역할을 했다.
샌드허스트 왕립 군사대학의 졸업생으로서, 드 귄간드는 1919년 12월 웨스트요크셔 연대에 입대했다. 그는 인도와 아일랜드에서 복무했으며, 1926년부터 1931년까지 니아살랜드의 왕의 아프리카 소총대에서 파견 근무를 했다. 1920년대와 1930년대에 함께 복무하는 동안 귄간드와 우정을 형성했던 몽고메리의 개입으로, 귄간드는 캠벌리 참모대학에서 1935년~1936년 과정의 후보로 지명되었다. 1939년부터 1940년까지 귄간드는 육군대신이었던 레실 호레베리샤의 군사 보좌관으로 재직하며 군대에서 가장 고위 장교들과 접촉했고 외교에서의 능력을 발전시킬 수 있었다.
호레베리샤가 사임한 후, 귄간드는 팔레스타인 위임통치령의 하이파에 설립된 새로운 참모대학의 강사로 배정받았다. 1940년 12월 참모대학 총장이었던 에릭 도르만스미스의 추천으로, 귄간드는 카이로에 있는 중동 사령부의 합동계획참모로 임명되었으며 사령부 위원회의 비서직도 수행했다. 1942년 2월 사령부의 부참모총장이 된 도르만스미스는 귄간드에게 중동 군정보국장 직을 제안했다. 귄간드는 이 보직에서 성공적으로 임무를 수행했으며, 제1차 엘 알라메인 전투 이후 영국 제8군의 여단참모가 되었다. 1942년 8월 몽고메리가 제8군의 사령관이 되었을 때, 귄간드는 몽고메리의 참모가 되었다. 귄간드의 외교적 수완은 몽고메리와 함께 복무할 때 유리했다. 그는 전투뿐만 아니라 미군과의 관계에서도 없어서는 안 될 존재임을 증명했고, 그는 "모두가 좋아했고 신뢰했다." 귄간드는 연합군 총사령관이었던 드와이트 아이젠하워의 참모였던 월터 베델 스미스와 우호적인 관계를 유지했고, 몽고메리의 성격과 상관 및 동료들과의 문제가 많은 관계에서 비롯된 많은 어려움들을 수습할 수 있었다. 
드 귄간드는 여러 차례 병가를 냈고, 몽고메리의 개입으로 의사들은 귄간드를 교대하지 못하게 했다. 유럽에서 전쟁이 끝난 후 그는 건강을 회복하는 데 시간을 보냈지만, 1945년 9월 군사정보총국장으로 임명되었을 때 그는 여전히 회복되지 않았다. 몽고메리는 1946년 6월 귄간드가 앨런 브룩의 뒤를 이어 총참모장을 맡을 것이라는 것을 알게 되었고, 몽고메리는 귄간드를 브룩의 부참모장으로 임명하고 싶다고 귄간드에게 말했다. 그러나 귄간드는 군사정보국장으로서 브룩을 만족시키는데 실패했고, 부참모장 자리는 프랭크 월러스 심슨에게 돌아갔다. 1947년 2월 드 귄간드는 군에서 은퇴했고, 남로디지아로 이주해 사업을 벌여 어느 정도 성공을 거두었다. 귄간드는 그의 경험을 바탕으로 한 저서 4권을 집필했는데, 각각 《승리 작전》(1947), 《아프리카 배정》(1953), 《전쟁에서의 장군들》(1954), 《고위 장교에서 은퇴까지》(From Brass Hat to Bowler Hat, 1979)가 있다.